# 素麺サラダ
素麺サラダ（そうめんサラダ）、あるいはサラダ素麺とは、素麺を主たる材料とした日本のサラダ。冷製で供される。

## 概要
基本的には、素麺サラダは素麺、酢ベースのタレ、付け合わせの3つの要素からなる。中には、鶏ガラ出汁やレモン果汁、ごま油をタレに混ぜたもののほか、マヨネーズをベースとしたもの、前述の酢ベースのタレとして市販のサラダドレッシングを用いたものも存在する。付け合わせは、千切りにしたレタスやネギ、ゴマ、細切りの叉焼かハムからスクランブルエッグまで様々ある。